# Bengazi
Bengazi {arapski بنغازي Banghāzī) je grad na sjeveroistoku Libije na istočnoj obali zaljeva Sidra. Grad ima 1.500.000 stanovnika, drugi je po veličini grad u Libiji i važna je karavanska veza s unutrašnjem dijelom zemlje. Bengazi je povijesno središte Cirenaike.
Bengazi je centar trgovine žitaricama, datuljama, maslinama, vunom i stočnim proizvodima koji pristižu iz okolnih krajeva. Pored toga, poljoprivreda i lov na tune i spužve su važne delatnosti. Spužve, koža i vuna su glavni izvozni artikli.

## Povijest
Bengazi je osnovan kao starogrčka kolonija Hesperidis. 
Bio je dio Osmanskog carstva od 16. stoljeća sve do 1911. godine kada su ga osvojili Talijani u doba Talijansko-turskog rata i od onda je postao dio Talijanske Libije.
Tijekom Drugog svjetskog rata zauzeli su ga Britanci i bio je centar Britanske teritorijalne uprave, sve do nezavisnosti Libije 1951. godine.